# Michael Resnik
Michael David Resnik (né le 20 mars en 1938) est un  philosophe des mathématiques américain contemporain,.

## Biographie
Resnik a obtenu son baccalauréat en mathématiques et philosophie à l'université de Yale en 1960 et son doctorat en philosophie à l'Université de Harvard en 1964. Il a écrit sa thèse sur Frege,. Il est nommé professeur agrégé à l'université de Caroline du Nord à Chapel Hill en 1967, professeur en 1975 et professeur distingué de l'université en 1988. Il est professeur émérite de l'université de Caroline du Nord à Chapel Hill.

## Publications

### Livres
- Elementary Logic, 1970
- Frege and the Philosophy of Mathematics, 1980
- Choices: An Introduction to Decision Theory, 1987
- Christoffer Gefwert, Mathematical Objects and Mathematical Knowledge, 1995 (ISBN 978-1-85521-638-9)
- Mathematics As a Science of Patterns, 1997

### Articles
- « On Skolem's Paradox », Journal of Philosophy,‎ 1966
- « On the Philosophical Significance of Consistency Proofs », Journal of Philosophical Logic,‎ 1974
- « Frege and Analytic Philosophy: Facts and Speculations », Midwest Studies,‎ 1981
- Resnik, « Mathematics as a Science of Patterns: Ontology and Reference », Noûs, vol. 15, no 4,‎ 1981, p. 529–550 (DOI 10.2307/2214851, JSTOR 2214851)
- Resnik, « Mathematics as a Science of Patterns: Epistemology », Noûs, vol. 16, no 1,‎ 1982, p. 95–105 (DOI 10.2307/2215419, JSTOR 2215419)
- Resnik, « Logic: Normative or Descriptive? », Philosophy of Science, vol. 52, no 2,‎ 1985, p. 221–238 (DOI 10.1086/289241)
- « Impartial Welfarism and the Concept of a Person », Erkenntnis,‎ 1986
- « Second-order Logic Still Wild! », Journal of Philosophy,‎ 1988
- « Between Mathematics and Physics », Philosophy of Science Association Proceedings,‎ 1990
- « A Naturalized Epistemology for Mathematical Objects », Philosophica,‎ 1990
- « Immanent Truth », Mind,‎ 1991
- « Proof as a Source of Truth », Proof and Knowledge in Mathematics, ed. By Detlefsen,‎ 1992
- « Scientific vs. Mathematical Realism: The Indispensability Argument », Philosophia Mathematica,‎ 1995
- « Structural Relativity », Philosophia Mathematica,‎ 1996
- « On Positing Mathematical Objects », Frege: Importance and Legacy, M. Schirn, Ed.,‎ 1996